# Alysia sirin
Alysia sirin är en stekelart som beskrevs av Sergey A. Belokobylskij 1998. Alysia sirin ingår i släktet Alysia och familjen bracksteklar. Utöver nominatformen finns också underarten A. s. insularis.